# Amoipira
Amoipira, pleme američkih indijanaca u Bahiji, Brazil, porodice Tupian, iz grupe pravih Tupíja, srodnih grupama Ararape ili Arary (Ararü), Caeté, Tamoio i Temiminó ili Timimino. Njihovo ime nastalo je prema guarani nazivu amboipiri u značenju 'people on the other side', a po drugim podacima tako su prozvani po jednom poglavici.
Naseljavali su kraj oko 640 kilometara uzvodno od ušća rijeke São Francisco. I pleme i jezik su nestali.

## Vanjske poveznice
- Ouro Vermelho:A Conquista dos Índios Brasileiros Vol. 27, By John Hemming